# Murviel-lès-Béziers
Murviel-lès-Béziers – miejscowość i gmina we Francji, w regionie Oksytania, w departamencie Hérault.
Według danych na rok 1990 gminę zamieszkiwały 2264 osoby, a gęstość zaludnienia wynosiła 70 osób/km² (wśród 1545 gmin Langwedocji-Roussillon Murviel-lès-Béziers plasuje się na 165. miejscu pod względem liczby ludności, natomiast pod względem powierzchni na miejscu 161.).